# Jay Fulton
Jay Fulton (ur. 4 kwietnia 1994 w Bolton) – szkocki piłkarz występujący na pozycji pomocnika w Swansea City.